# Панцов, Александр Вадимович
Алекса́ндр Вади́мович Панцо́в (англ. Alexander V. Pantsov, кит. 亚历山大·瓦基莫维奇·潘佐夫; род. 24 апреля 1955 года, Егорьевск) — советский, российский и американский историк-китаевед, писатель и переводчик. Доктор исторических наук (1993), профессор.
Исследовал историю рабочего движения в Китае. После распада Советского Союза одним из первых историков получил доступ к документам Коминтерна, основываясь на которых написал несколько работ, посвящённых вопросам становления рабочего движения в Китае, формирования идеологии Компартии Китая, а также её взаимоотношений с Коминтерном. В 1994 году эмигрировал в США, где по настоящее время занимается активной научной и преподавательской деятельностью.

## Биография
Родился 24 апреля 1955 года в Егорьевске Московской области в семье учителей-словесников Вадима Георгиевича Эренбурга и Нины Степановны Панцовой. Дед учёного, Георгий Борисович Эренбург, двоюродный брат Ильи Эренбурга, был известным историком-китаеведом, автором многочисленных учебников и статей по новейшей истории Китая, в том числе первого биографического очерка о Мао Цзэдуне, преподавал в МГУ. Именно он оказал влияние на юного Александра, привив ему интерес к Китаю.
В 1978 году Панцов окончил Институт стран Азии и Африки при МГУ, где специализировался по новейшей истории Китая под руководством профессора М. Ф. Юрьева, и поступил в аспирантуру Института международного рабочего движения АН СССР. В 1979—1993 годах работал в том же научном центре, соответственно, младшим научным и старшим научным сотрудником. В 1983 году защитил кандидатскую диссертацию по проблемам идейной борьбы в китайском коммунистическом движении 20-х — 40-х гг. (научный руководитель — профессор В. Г. Гельбрас), а в 1993 году— докторскую диссертацию о влиянии идейно-политической теории троцкизма на КПК. С 1983 году одновременно с работой в Академии наук преподавал последовательно в Государственном историко-архивном институте, ИСАА при МГУ и МГИМО МИД СССР (РФ). В 1993 году работал ведущим научным сотрудником Института Латинской Америки РАН, а с 1994 года занимается преподавательской и научной работой в США: в 1994 г. — в Янгстаунском государственном университете, в 1994—1998 гг. — Университете Де Поля, с 1999 г. — в Капитолийском университете (Колумбус, Огайо). В 1998—1999 гг. работал заместителем директора Института стран Азии и Африки при МГУ, в 2012—2013 годах являлся профессором Высшей школы экономики.
Жена А. В. Панцова, Екатерина Борисовна Богословская, преподаёт русский язык в Капитолийском университете. Дочь А. В. Панцова, Дарья Александровна Аринчева (Спичак), преподает китайский язык, продолжая традиции семьи. Она кандидат исторических наук, доцент Отделения востоковедения Высшей школы экономики.

## Вклад в науку

### Социальная база китайского революционного движения
Ещё во время обучения в Институте стран Азии и Африки при МГУ, Панцов стал заниматься проблемами истории китайского революционного движения XX в., в первую очередь истории Компартии Китая. Его первые статьи по этой теме вышли в 1978—1979 гг. В 1985 году он опубликовал первую книгу «Из истории идейной борьбы в китайском революционном движении 20—40-х годов» (вскоре переведена в КНР), в которой впервые проанализировал влияние социальной среды на коммунистическое движение в Китае, подчеркнув решающее воздействие на КПК люмпен-пролетарской и бедняцко-пауперской стихии. Именно они составляли основной состав костяк Компартии, а вовсе не крестьяне, как это часто утверждалось в официальной пропаганде.
Критика. Книга была высоко оценена российскими востоковедами.

### Компартия и Коминтерн
В годы работы в ИМРД АН СССР в центре научных интересов А. В. Панцова оказались проблемы взаимодействия Коминтерна и китайской компартии, советско-китайских отношений. Именно эта тема стала центральной в научном творчестве учёного. С началом перестройки его также увлекли новые для отечественной науки вопросы троцкизма. В 1988—1991 гг. А. В. Панцов много и плодотворно занимался новейшей истории России, прежде всего КПСС, опубликовал первые объективные статьи о Л. Д. Троцком и его роли в развитии российского и революционного движения (крупный специалист по Троцкому Г. И. Чернявский назвал статью Панцова «Исследователь и источник: О книге Д. А. Волкогонова „Троцкий“» единственной достоверной статьёй о Троцком). Одним из первых среди учёных Академии наук А. В. Панцов ещё в 1990 году получил допуск к прежде секретным архивам Коминтерна, КПК и КПСС, результатом чего стали его докторская диссертация, в которой впервые в мировой историографии была раскрыта роль троцкизма в истории Компартии Китая, и другие работы, всесторонне осветившие историю коммунистического движения в Китае и его взаимоотношений с Коминтерном. В 2000 году он опубликовал книгу «The Bolsheviks and the Chinese Revolution: 1919—1927». В русском переводе «Тайная история советско-китайских отношений: Большевики и китайская революция (1919—1927)» появилась лишь в 2001 году. Как отмечал автор в предисловии англоязычного издания, на русском языке книга была готова ещё в 1993 году, однако причины, по которым выход её в свет был отложен на 8 лет, учёный не назвал.
В этой работе Панцов на основе большого корпуса ранее неизвестных источников предложил новую трактовку взаимоотношений Компартии и Коминтерна. Учёный выделил три этапа в развитии этих взаимоотношений:
1. «троцкистский» (конец 1910-гг. — конец 1922 года) — первый период, когда троцкизм, определявший с весны 1917 года основное содержание большевизма, доминировал в идеологии китайских коммунистов. Важнейшим фактором, способствовавшим изначальной популярности идей Троцкого, был общий кризис системы капитализма, который внушал надежду на скорую победу социалистической революции во всём мире. В это время был взят курс на осуществление коммунистической революции и построение диктатуры пролетариата.
2. «ленинский» (конец 1922 года — начало 1925 года) — в этот период происходит отказ от троцкистской идеи «перманентной революции» и возвращение к ортодоксальному ленинизму, призывающему к революционно-демократической диктатуре пролетариата и крестьянства. Ленин, несмотря на то, что поддерживал советскую интервенцию в Центральную Азию и Закавзказкие республики, с самого начала крайне критически оценивал возможность пролетарской революции в аграрном, полуфеодальном Китае, поэтому решительно настаивал на том, что революции в Китае должна быть в первую очередь национальной-освободительной и должна произойти при поддержке национальной буржуазии. Деятели Компартии Китая, настроенные, по мнению Панцова, куда более «троцкистски», чем Коминтерн, с большой неохотой отказались от леворадикальных идей и переходят на позиции Ленина.
3. «сталинский» (1925 год — 1927 год) — третий период проходил под знаменем теории «многоклассовой партии», взятой на вооружение Сталиным в 1925 году. По логике Сталина, немногочисленные коммунисты Китая должны были объединиться с партией Гоминьдан в Объединённый фронт и исподволь постараться выдавить гоминьдановцев из всех крупнейших постов, занять руководящие должности в партии и возглавить революционное движение. Искушённый в кабинетных интригах Сталин был тем не менее полностью оторван от китайской реальности и не понимал, что военная фракция Гоминьдана пользовалась огромной поддержкой в обществе и вытеснить членов этой группы из их собственной политической организации было абсолютно невозможно. Близорукая, недальновидная политика Сталина привела к обострению отношений между Гоминьданом и коммунистами. После Шанхайской резни 1927 года произошёл окончательный разрыв отношений и коммунисты были вынуждены уйти в подполье.

Сам Троцкий, вопреки его собственным заявлениям о том, что он выступал против союза КПК с Гоминьданом «с самого начала», по мнению Панцова, занимал далеко не однозначную позицию. На основе многочисленных документов учёный пришёл к выводу, что с 1922 по 1926 гг. Троцкий активно поддерживал сталинский курс на объединение национально-освободительных сил, полагая, что сам пролетариат в отсталом Китае одержать победу в революции не сможет, и только после «инцидента 26 марта», когда Чан Кайши сымитировал своё похищение, чтобы захватить власть в партии, он активно заявляет о необходимости вывода КПК из состава Гоминьдана, чем провоцирует раскол в Политбюро.
Заключительная часть книги посвящена трагической судьбе молодых китайских коммунистов, которые в годы обучения в СССР выступили на стороне Троцкого во время внутрипартийной борьбы 1927-29 гг. и были впоследствии уничтожены полицейской машиной советской бюрократии.
Рецензии. Книга «The Bolsheviks and the Chinese Revolution: 1919—1927» была благосклонно встречена западными учёными, которые высоко оценили широкий массив источников, введённых автором в научный оборот, скрупулёзный анализ и ясное, логическое изложение. Профессор Грегор Бентон (Университет Кардиффа) назвал книгу «вехой в китаеведении» и отметил, что «доступ [автора] ко множеству редких материалов (неопубликованным китайским и российским государственным документам и личным архивам, партийным и оппозиционным журналам и бюллетеням, интервью с очевидцами и участниками событий, а также воспоминаниям), его близкое знакомство с политическими кодами и практиками большевизма, острая аналитическая проницательность и пристальное внимание к теоретическим вопросам, [которые скрываются] за огромным сводом фактического материала, который он извлёк на свет, — всё это позволило ему прекрасно организовать и упорядочить то, что раньше было полной неразберихой». Чуан Чэньгуань в качестве главного достоинства книги указал на 21-страничный раздел библиографии, которая преимущественно состоит из первичных источников, многие из которых были впервые введены в научный оборот. Ли Фейгон (Colby College) назвал книгу Панцова самым подробным изложением дискуссии между Сталиным и его оппонентами о Китае из доселе представленных на английском языке. Профессор Алиф Дирлик (Университет Дьюка) отмечал, что использование архивных материалов выгодным образом выделяет ту часть книги, где речь идёт о третьем этапе взаимоотношений Компартии Китая и Коминтерна: «здесь исследование делает важнейший вклад в наше понимание коминтерновской политики и становление китайских коммунистов заграницей». Китайская исследовательница Ли Юйчжэнь назвала книгу наиболее подробным исследованием данной проблематики из опубликованных на сегодняшний день.
В качестве основного недостатка книги некоторые исследователи указали на абсолютизацию автором значимости Коминтерна в политике Компартии. Профессор Стив Смит (Эссекский университет) назвал попытку Панцова объяснить крах коммунистов на первом этапе революции исключительно ошибочной политикой Коминтерна «москвоцентричной»: по его мнению, хоть указания Коминтерна и носили директивный характер, выполнялись они далеко не всегда и не на всех уровнях, при этом противоречия на местах, собственная воля местных руководителей играли для революции не менее важную роль, чем теоретические споры «в центре». С мнением Стива Смита солидаризовался Йен Тетчер, который не будучи специалистом по истории Китая, сослался на мнение Смита как альтернативное и более убедительное. Аналогичное мнение высказал австралийский историк Ник Найт, которых также назвал позицию автора «московоцентричной»: «Чрезвычайно преувеличив роль большевиков, автор оставляет нас без единого намёка на то, почему после 1927 года китайские коммунисты, в том числе и Мао Цзэдун, нашли в себе силы оправиться от поражения и сформировать стратегию революционной борьбы, которая приведёт их к победе. Панцов хорошо излагает свою историю. Но для сохранения баланса должна быть рассказать и другая часть истории — ответ китайских коммунистов на вмешательство большевиков и становление китайского коммунизма».
Русскоязычное издание книги, увидевшее свет в 2001 году, осталось без внимания научного сообщества России; книга удостоилась лишь двух рецензий в окололитературной газете и на сайте, посвящённом социалистическому движению. Анонимный рецензент в газете «НГ-Ex Libris» назвал её «уникальным по охвату архивного материала исследованием малоизвестных эпизодов из истории российско-китайских отношений». Феликс Крайзель в рецензии, опубликованной на Мировом социалистическом веб-сайте, упрекнул автора в «общей зависимости от современной либерально-антикоммунистической историографии», однако при этом признал, что книга «дает тем не менее читателю новый фактический материал, расширяет наше представление о событиях того времени и дополняет наше знание о Китайской революции 1925-27 годов, показывая губительное влияние на её исход контрреволюционной политики сталинизма».

### «Мао Цзэдун»
В 2007 году издательством «Молодая гвардия» была выпущена третья по счёта книга Александа Панцова — «Мао Цзэдун». Как признавался сам автор в одном интервью, два фактора побудили его взяться за написание данной работы: во-первых, он хотел продолжить дело, начатое его дедом, Георгием Эренбургом, автором первой биографии Мао Цзэдуна; с другой стороны — ещё в начале 90-х гг. в ходе работы в архивах Коминтерна им было обнаружено 15 томов материалов, собранных КГБ на Мао Цзэдуна. Именно этот материал проливал свет как на роль Мао Цзэдуна в истории Компартии Китая, на его взаимоотношения с Коминтерном и лидерами Советского Союза и на причины советского-китайского раскола. Англоязычное издание было выпущено в 2012 году, в 2014 году книга увидела свет в Германии, а в 2015 году на Тайване был выпущен китайский перевод.
Русскоязычное издание книги, которое увидело свет первым (в скором времени книга была переведена в США, Франции и Германии) получило положительные отзывы в прессе. Борис Соколов назвал её «лучшим из жизнеописаний китайского лидера, существующих на русском языке». Вадим Нестеров в рецензии для Газета.Ru, сравнивая книгу Панцова с «Неизвестным Мао» Холлидэя и Чжан Юн — другой биографией китайского лидера, изданной в России практически одновременно с книгой Панцова, — отмечал, что работа российского историка намного более взвешена и объективна, нежели труд его западных коллег, хотя и имеет свой крупный недостаток: автор, будучи крупным специалистом по истории Компартии 20-30 гг., описал этот период жизни Мао Цзэдуна в мельчайших деталях, тогда как на последние годы жизни, включая годы «культурной революции», в книге отведено всего несколько страниц.
На более взвешенный и объективный подход Панцова в сравнении с Холлидэем и Чжан Юн указывали также и американские рецензенты, которые смогли увидеть книгу лишь в 2012 году. Брендан Брисколл в обзоре для Booklist указывал, что автору удалось изобразить «Великого Кормчего» как увлечённую и сложную личность: «человек настроения, поэт-тиран и философ-государственник, чьё желание принести процветание и международное признание своему народу осталось нереализованным из-за его же собственной политической ограниченности, идеологической зашоренности и личной слабости». X. Li из Йорк Колледж оф Пенсильвания в своей рецензии для Choice отметил, что Панцов, как и исследователи до него, указывает на безжалостность Мао, однако в отличие от авторов «Неизвестного Мао», воссоздаёт более сложный характер китайского лидера, акцентируя внимание на противоречиях между его действиями и желаниями. Высокой оценки книга также удостоилась в обзорах для Kirkus Review и New York Review of Books.
Среди многих книг о Мао, рекомендовал его биографию авторства Панцова Stan Grant (journalist).

### «Дэн Сяопин»
В 2013 году Панцов выпустил биографию «архитектора китайских реформ» Дэн Сяопина. Сам учёный заявлял, что хотел не просто показать жизненный путь выдающегося китайского политика, а ответить на важный исторический вопрос: могли ли реформы, проведённый в Китае в конце 1970-х — начале 1980-х годов быть реализованы в СССР? Автор приходит к выводу, что не могли, поскольку в самом КНР они были инициированы снизу обедневшими до крайности крестьянами. В СССР, где крестьяне имели собственные земельные участки, не было места для подобной реформы.
В 2015 году биография Дэн Сяопина была выпущена на английском языке.

### Переводческая работа
Большое внимание А. В. Панцов уделяет редакционной и переводческой работе. Он издал сборник архивных документов одного из крупнейших деятелей Коминтерна К. Б. Радека, перевёл и издал мемуары Пэн Дэхуая, Мао Цзэдуна, Лю Жэньцзина и Чан Кайши, а также стихи Мао Цзэдуна. В 2009 г. в свет вышел двухтомник беллетристических рассказов о Мао Цзэдуне.

## Награды
В 2004 году А. В. Панцов получил награду как лучший преподаватель Капитолийского университета (англ. Praestantia Award for Excellence in Teaching), в 2005 году — награду в том же университете как лучший научный руководитель (англ. Cotterman Award for Excellence in Advising), а в 2014 г. — как лучший научный работник (англ. the Faculty Scholarship Award). С 2012 г. он является обладателем именной профессуры в области гуманитарных наук Капитолийского университета (англ. Mary Catherine and Edward Gerhold Endowed Chair in the Humanities). В 2017 г. получил знание выдающего исследователя в научном центре Чжан Тайлэя Тяньцзиньского университета (КНР). В 1991—2010 гг. неоднократно получал гранты Института Кеннана (англ. Kennan Institute for Advanced Russian Studies, Woodrow Wilson Center), Британской академии (British Academy), Фонда Цзян Цзинго на Тайване (Chiang Ching-kuo Foundation for International Scholarly Exchange), ДеПол университета и Капитолийского университета.

## Труды
Александр Панцов — автор более 150 научных работ, изданных в 16 странах — Бразилии, Великобритании, Германии, Греции, Испании, Канаде, КНР, Монголии, России, США, Сингапуре, Сянгане, Финляндии, Франции, Японии и на Тайване.

### Автор книг
- Из истории идейной борьбы в китайском революционном движении 20—40-х годов. — М.: «Наука», 1985. — 116 с.
- The Bolsheviks and the Chinese Revolution: 1919—1927. — Richmond: Curzon, 2000. — 324 p. — ISBN 0-7007-1187-2
- Тайная история советско-китайских отношений : Большевики и китайская революция (1919—1927) / А. В. Панцов. — М. : ИД «Муравей-Гайд», 2001. — 456 с. — ISBN 5-8463-0073-1.
- Мао Цзэдун. — М.: «Молодая гвардия», 2007. — (Жизнь замечательных людей) — 867 с. — ISBN 978-5-235-02983-5
- Рассказы о Мао Цзэдуне: В 2 кн. — Ростов-на-Дону, Краснодар: «Феникс», «Неоглори», 2009.
  - Книга 1: Любовь и революция, или Приёмный сын Бодхисаттвы. — 249 с. — ISBN 978-5-222-15710-7
  - Книга 2: Революция без любви, или Бунт — дело правое! — 296 с. — ISBN 978-5-222-15711-4
- Mao: The Real Story. — New York: Simon & Schuster, 2012. — 755 p. — ISBN 978-1-4516-5447-9 (with Steven I. Levine)
- Дэн Сяопин. — М.: «Молодая гвардия», 2013. — (Жизнь замечательных людей) — 558 с. — ISBN 978-5-235-03602-4
- Мао Цзэдун: Чжэньши дэ гуши (Мао Цзэдун: Подлинная история). — Тайбэй: Ляньцзин чубань гунсы, 2015—800 с. — ISBN 978-9-57084-5532 (со Стивеном И. Левином)
- Мао Цзэдун чжуань (Биография Мао Цзэдуна): В 2-х т. — Пекин: Чжунго жэньминь дасюэ чубаньшэ, 2015—950 с. — ISBN 978-7-30021-5143
- Дэн Сяопин: Гэмин жэньшэн (Дэн Сяопин: Жизнь революционера). — Тайбэй: Ляньцзин чубань гунсы, 2015—592 с. — ISBN 978-9-57084-7796 (со Стивеном И. Левином)
- Чан Кайши. — М.: «Молодая гвардия», 2019. — (Жизнь замечательных людей) — 558 с. — ISBN 978-5-235-03602-4
- Жизни и судьбы первых китайских коммунистов: Сборник статей и материалов к 100-летию Компартии Китая — М.: ИДВ РАН, 2021—288 с. — ISBN 978-5-8381-0389-5 (с Д. А. Аринчевой)
- Мао Цзэдун: Путь к власти. — М.: «Вече», 2022. — 528 с. — ISBN 978-5-4484-3304-7
- Мао Цзэдун: Великий кормчий. — М.: «Вече», 2022. — 544 с. — ISBN 978-5-4484-3556-0
- Цзян Цзеши: Шибайдэ шэнличжэ (Чан Кайши: Побежденный победитель) — Тайбэй: Ляньцзин чубань гунсы, 2023—640 с. — ISBN 9789570866957
- Victorious in Defeat: The Life and Times of Chiang Kai-shek, China: 1887-1975. — New Haven: Yale University Press, 2023. — xii, 708 p. — ISBN 978-0300260205
- The Secret Negotiations of N. S. Khrushchev and Mao Zedong, July-August 1958, Cold War International History Project Working Paper 98 —Washington, D.C., February 2024. — 86 p. (with Nikita Yu. Pivovarov)

### Важнейшие статьи
- К дискуссии в КПК вокруг «идей Мао Цзэдуна» // «Рабочий класс и современный мир». — 1982. — № 3. — С. 61—64.
- Из истории подготовки в СССР марксистских кадров китайской революции // Революционная демократия и коммунисты Востока. — М.: «Наука», 1984. — С. 290—330.
- Документы II и IV конгрессов Коминтерна по национально-колониальному вопросу и их распространение в Китае // Национальные и социальные движения на Востоке. — М.: «Наука», 1986. — С. 23—58.
- Установление сотрудничества между КПК и Сунь Ятсеном в 1921—1924 гг. К истории образования единого антиимпериалистического фронта // Сунь Ятсен. 1866—1986. К 120-летию со дня рождения. Сб. статей, воспоминаний, документов и материалов. — М.: «Наука», 1987. — С. 129—171. (В соавторстве с М. Ф. Юрьевым).
- Учитель китаеведов: Георгий Борисович Эренбург // Слово об учителях. — М.: «Наука», 1988. — С. 101—116. (В соавторстве с М. Ф. Юрьевым).
- Троцкий и Преображенский // ЭКО. — 1990. — № 1. — С. 63—66.
- Брестский мир // «Вопросы истории». — 1990. № 2. — С. 60—79.
- Лев Давидович Троцкий // «Вопросы истории». — 1990. № 5. — С. 65—87.
- «Демон революции» или пролетарский революционер // «Полис». — 1991. — № 1. С. 188—194.
- O Marxismo na Rússia e na China: o Marxismo? // A História á Deriva: Um Balanço de Fim de Século, edited by Jorge Nóvoa. — Salvador-Bahia: Universidade Federal de Bahia Press, 1993. — P. 234—257.
- Несколько страниц из жизни Михаила Филипповича Юрьева // О коллегах и товарищах. Московские востоковеды 1960—1980-х гг. — М.: «Наука», 1994. С. 167—181.
- Did Trotsky Oppose Entering the Guomindang «From the First»? // Republican China, 1994. — Vol. XIX. — № 2 (April). — P. 52—66. (With Gregor Benton).
- From Students to Dissidents: The Chinese Trotskyists in Soviet Russia // Issues & Studies, 1994. — Vol. XXX. — № 3 (March): 97—112; № 4 (April): 56—73; № 5 (May). — P. 77—109.
- Stalin’s Policy in China: 1925—1927: New Light from Russian Archives // Issues & Studies, 1998. — Vol. XXXII. — № 1 (January). — P. 37—77.
- Twentieth Century Russia as Viewed From Russian Communist Archives // Proceedings of the Ohio Academy of History 2001. — Marion, OH: The Ohio State University Press, 2002. — P. 47—57.
- Stalin and the Chinese Communist Dissidents // Morris Slavin and Louis Patsouras, eds., Reflections at the End of a Century. — Youngstown: Youngstown State University Press, 2002. — P. 28—40.
- Bolshevik Concepts of the Chinese Revolution: 1919—1927 // Mechthild Leutner et al., eds., The Chinese Revolution in the 1920s: Between Triumph and Disaster. — London & New York: RoutledgeCurzon, 2002. — P. 30—43.
- The Soviet Impact and the Origins of the «Chinese Style» Socialism in the Communist China in the 1950s // Tamkang Journal of International Affairs, 2002. — Vol. VI. — N III (Spring). — P. 1—24.
- Stalinization of the People’s Republic of China // William C. Kirby, ed., Realms of Freedom in Modern China. — Stanford, Calif.: Stanford University Press, 2003. — P. 198—233. (В соавторстве с А. В. Меликсетовым).
- Советский Союз и эволюция китайского коммунизма // Вестник Московского университета. Серия 13. Востоковедение. — 2004. — № 3. — С. 43—56.
- Как Сталин помог Мао Цзэдуну стать вождем // «Вопросы истории». — 2006. — № 2. — С. 75—87.
- Мао Цзэдун и «дело Линь Бяо» // «Проблемы Дальнего Востока». — 2006. — № 5. — С. 111—123.
- Мао Цзэдун: последние годы // «Проблемы Дальнего Востока». — 2006. — № 6. — С. 101—114.
- Великий кормчий Китая // «Русский журнал», 2007 https://web.archive.org/web/20071123110922/http://www.russ.ru/culture/teksty/velikij_kormchij_podnebesnoj
- Light from the Russian Archives: Chinese Stalinists and Trotskyists at the International Lenin School, 1926—1938 // Twentieth-Century China, 2008. — № 2. — P. 29—50. (В соавторстве с Д. А. Спичак).
- Большая игра кремлёвского «отца народов». Сталин преднамеренно затягивал войну на Корейском полуострове // «Независимое военное обозрение». — 2008. — № 24. — С. 10—11.
- О Моисее Ароновиче Персице // Персидский фронт мировой революции. Документы о советском вторжении в Гилян (1920—1921). — М.: «Квадрига», 2009. — С. 471—474.
- Главы в кн.: История России. XX век: В 2 т. — М.: Астрель: АСТ, 2009.
- Дэн Сяопин в Москве (1926—1927): Идейное становление революционера и будущего реформатора // «Проблемы Дальнего Востока». — 2011. — № 4. — С. 151—160. (В соавторстве с Д. А. Спичак).
- Comintern Activists in China: Spies or Theorists? // Anne-Marie Brady and Doug Brown, eds. Foreigners and Foreign Institutions in Republican China. — London & New York: Routledge, 2012. — P. 93-108.
- How Do Biographers Depict Mao Zedong? // UTNE Reader. October, 2012 // http://www.utne.com/politics/mao-zedong-ze0z1210zwar.aspx#axzz2VGfUNGVL (with Steven I. Levine).
- 8 History Book Myths About Mao Zedong // Huffington Post, November 12, 2012 // http://www.huffingtonpost.com/steven-i-levine/mao-zedong-book_b_1981465.html (with Steven I. Levine).
- Любимец партии // The Prime Russian Magazine. — 2013. — № 5 (20). — С. 95—100.
- Главы в кн.: История Китая. Т. 7. — М.: Наука, 2013.
- «Новая демократия» Мао Цзэдуна и новый авторитаризм Чан Кайши: две парадигмы общественного прогресса Китая середины XX века // «Проблемы Дальнего Востока». — 2014. — № 1. — С. 109—118. (В соавторстве с Д. А. Аринчевой).
- Stalin Watches Mao: Documents from the Top Secret Soviet Archives // Modern China Studies. — 2014. — № 1. — P. 13-28.
- Возвращение Великого Кормчего // The Prime Russian Magazine. — 2015.— № 6 (33). — С. 67-70.
- Мао и Чан: Кто Поднебесной более ценен // «Дилетант». — 2015. — № 9. — С. 60-65.
- Гунчань гоцзи данъань чжун дэ Шао Лицзы вэньцзянь (Документы Шао Лицзы в архиве Коминтерна) // «Чжунгун чунцзянь яньцзю» («Исследования образования КПК»). — 2016. — № 1. — С. 121—134.
- Твердый как камень: Ранние годы Чан Кайши // «Проблемы Дальнего Востока». — 2016. — № 2. — С. 109—118.
- The Chinese Communist Movement (1919—1949) // Silvio Pons and Stephen Smith, eds. The Cambridge History of Communism, vol. 1. — Cambridge, UK: Cambridge University Press, 2017. — P. 594—615.
- Дуй Ян Куйсун цзяощоу гуаньюй «Мао Цзэдун чжуань» шупин дэ хуэйин (Ответ на рецензию проф. Ян Куйсуна «Биографии Мао Цзэдуна») // Цзиньдай ши яньцзю (Исследования новой истории). — 2017. — №. 6. — С. 1-27.
- Чан Кайши // Лица войны, под редакцией В. А. Рыжкова и В. Н. Дымарского. -- М.: Изд-во "Е", 2918. -- С. 108-123.
- Чжан Тайлэй и распространение большевизма в Китае // «Проблемы Дальнего Востока». — 2019. — № 4. — С. 125—144.
- Мяо Боин — первая китайская коммунистка. (К 100-летию Коммунистической партии Китая) // «Проблемы Дальнего Востока». — 2021. — № 4. — С. 116-128. (В соавторстве с Д. А. Аринчевой)
- Mao Zedong Führte in China Ein Blutiges Soziales Experiment Durch. Millionen von Menschen Starben an Hunger und Gewalt // Neue Zürcher Zeitung — June 29, 2024.

### Переводчик, редактор, составитель
- Пэн Дэхуай. Мемуары маршала / перевод А. В. Панцова, В. Н. Усова и К. В. Шевелева; предисловие В. Н. Усова; под редакцией М. Л. Титаренко. — М., «Воениздат», 1988. — 384 с. — ISBN 5-203-00153-7
- Судьба китайского троцкиста // Проблемы Дальнего Востока. — 1998. № 3. — С. 97—107; № 4. — С. 81-90.
- Морис Славин. Эбертисты под ножом гильотины. Анатомия «заговора» в революционной Франции / перевод. — М.: ООО «Соверопринт», 2005. — 285 с. — ISBN 5-900939-32-4
- Карл Радек о Китае. Документы и материалы / редактор, составитель. — М.: ООО «Соверопринт», 2005. — 304 с. — ISBN 5-900939-44-8
- Мао Цзэдун. Автобиография. Стихи / Авторский сборник. — М.: «Рубежи XXI», 2008. — 224 с. — ISBN 978-5-347-00012-8
- Цзян Чжунчжэн (Чан Кайши). Советская Россия в Китае. Воспоминания и размышления в 70 лет / редактор. — М.: «Посев», 2009. — 440 с. ISBN 978-5-85824-187-4
- Мао Цзэдун. «Зимние облака»: избранные стихи // Проблемы Дальнего Востока. — 2009. № 5. — С. 153—164.
- Мао Цзэдун. Облака в снегу: Стихотворения в переводах Александра Панцова. — М.: «Вече», 2010. — 112 с. ISBN 978-5-9533-5082-2
- Karl Radek on China: Documents from the Former Secret Soviet Archives / editor. — Leiden: Brill, 2020. — 510 p. ISBN 978-90-04-23269-3